# محمد المنور
محمد المنوّر (1951 - 2018)، هو كاتب وباحث ومناضل مغربي. ويعد نموذجا للمثقفين والجمعويين المغاربة الذين عملوا على مدى سنوات، على تعميق الدراسة والبحث في عدد من القضايا ذات الصلة بتدبير الشأن الأمازيغي.

## حياته العلمية والعملية
ولد محمد المنور في 1 يناير 1951 بقلعة مڭونة عمالة إقليم تنغير جنوب المغرب.
حصل على دكتوراه السلك الثالث في التاريخ والحضارة بفرنسا سنة 1984، ثم الدكتوراه في التاريخ والحضارة بجامعة سيدي محمد بن عبد الله بفاس سايس سنة 2011.
تقلد عدة مناصب حيث شغل منصب مكلف بالدراسات بوزارة الشبيبة والرياضة، وكاتبا عاما بالمكتب الوطني المغربي للسياحة، ثم مديراً بالمكتب الوطني المغربي للسياحة بفرنسا، كما عين عضوا بالمجلس الإداري للمعهد الملكي للثقافة الأمازيغية ابتداءً من سنة 2006، حيث ظل ذلك المتعاون المتفرد بإسهاماته الوازنة في بلورة إستراتيجية المعهد وتجويد وظائفه العلمية والأكاديمية.

## وفاته
توفي يوم الإثنين 27 اغسطس 2018 بمدينة الرباط، بعد معاناة مع مرض لم يمهله طويلا.

## الجوائز
الجائزة التقديرية للثقافة الأمازيغية برسم سنة 2013، كأرفع الجوائز التي يمنحها المعهد الملكي للثقافة الأمازيغية كل سنة تقديرًا لأعماله وإبداعاته ذات الإسهام الكيفي في مجال النهوض بالثقافة الأمازيغية.

## من مؤلفاته
- كتاب «تاحميدوشت بين الدلالة الواقعية والرمزية» 2008
- "دادس، من التنظيم الاجتماعي التقليدي إلى الهيمنة الاستعمارية (القرن 19 والقرن 20) 2012.
- «مسار.. شغف مصير» (Parcours … la passion d’un destin).
- «الأمازيغية، الترسيم أو الموت» (Tamazight, la constitutionnalisation ou la mort),
- كتاب عن الدكتور عبد المالك أوسادن تحت عنوان:” L’Amazighitė en devenir” Legs de l’un de ses vétérans. Feu DR Osaddenال
- Ayt Bennasr (Nasiriyyin), la trajectoire d’une famille « maraboutique» du Sud –Est Marocain XVe-XXe siècles, Editions Universitaires Européennes, 2018

## وصلات خارجية
- وفاة محمد المنور الكاتب الأمازيغي الفرنكوفرني
- محمد المنور يفوز بالجائزة التقديرية للثقافة الأمازيغية برسم سنة 2013